# Eriosphaeria subtomentosa
Eriosphaeria subtomentosa är en svampart som beskrevs av Réblová 1997. Eriosphaeria subtomentosa ingår i släktet Eriosphaeria och familjen Trichosphaeriaceae.   Inga underarter finns listade i Catalogue of Life.